# Кодна страница 866
Кодна страница 866 (CCSID 866)  је кодна страница која се користи у DOS-у и OS/2 у Русији за писање ћирилице.   Заснован је на „алтернативној кодној страници“ развијен 1984. и објављен 1986. од стране истраживачке групе Академије наука СССР-а. Кодна страница је била широко коришћена током DOS ере јер чува све псеудографске симболе кодне странице 437 (за разлику од „ Главне кодне странице“ или кодне странице 855) и одржава абецедни редослед (иако неупоредиво) ћириличних слова (за разлику од KOI8-R). У почетку је ово кодирање било доступно само у руској верзији MS-DOS-а 4.01 (1990), али је са MS-DOS-ом 6.22 постало доступно у било којој језичкој верзији.
Стандард за кодирање WHATWG, који одређује кодирања знакова дозвољена у HTML5 које компатибилни прегледачи морају да подржавају,  укључује кодну страницу 866. То је једино наведено једнобајтно кодирање које није именовано као део ISO 8859, специфично кодирање за Mac OS, специфично кодирање за Microsoft Windows (Windows-874 или Windows-125x) или варијанта KOI-8.  Аутори нових страница и дизајнери нових протокола добијају инструкције да уместо тога користе UTF-8. 

## Варијанте
Постојало је неколико варијанти, али разлике су углавном биле у последњих 16 кодних тачака (240–255).

### ГОСТ Р 34.303-92
Стандард ГОСТ Р 34.303-92 дефинише две варијанте, KOI-8 N1 и KOI-8 N2. Ово се не сме мешати са KOI-8 кодирањем, којег се не придржавају.

### Ажурирања знака евра
IBM кодна страница 808 је варијанта кодне странице 866; са знаком за евро (€, U+20AC) на позицији FD hex, који замењује универзални знак валуте (¤).   
IBM кодна страница 848 је варијанта кодне странице 1125 са знаком евра на FD hex, који замењује ¤.   
IBM кодна страница 849 је варијанта кодне CCSID 1131 са знаком евра на FB hex, који замењује ¤.   

### FreeDOS
FreeDOS пружа незванична проширења кодне странице 866 за разне несловенске језике: 
- 30002 – ћирилица, таџички
- 30008 – ћирилица, абхазки и осетски
- 30010 – ћирилица, гагауза и молдавска
- 30011 – Ћирилични руски Јужни округ ( Калмички, Карачај-Балкарски, Осетијски, Севернокавкаски )
- 30012 – ћирилични руски Сибирски и Далекоисточни окрузи ( Алтајски, Бурјатски, Хакаски, Тувански, Јакутски, Тунгушићки, Палеосибирски )
- 30013 – Ћирилични Поволшки округ – туркијски језици ( башкирски, чувашки, татарски )
- 30014 – ћирилични Волшки округ – угрофински језици ( маријски, удмуртски )
- 30015 – Ћирилични Ханти
- 30016 – Ћирилица Манси
- 30017 – Ћирилични Северозападни округ (ћирилични Ненци, латинични Карелски, латинични Вепски )
- 30018 – Латиница (татарски) и ћирилица (руски)
- 30019 – чеченска латиница и руска ћирилица
- 58152 – Ћирилица , казашки текст са евром
- 58210 – ћирилица , азербејџански
- 59234 – ћирилични татарски
- 60258 – латинични азербејџански и ћирилични руски
- 62306 – ћирилица, узбечки